# RMS Queen Mary
L'RMS Queen Mary è un transatlantico che prestò servizio sulla rotta Southampton-Cherbourg-New York dal 1936 al 1967 per la Cunard Line (conosciuta allora come Cunard-White Star).

## Storia
Costruita dai cantieri John Brown & Company a Clydebank, sotto il comando del Commodoro Sir Edgard T. Britten partì per il viaggio inaugurale da Southampton a New York il 27 maggio 1936. Sempre nel 1936 vinse il Nastro Azzurro con una velocità di 30,14 nodi e di nuovo nel 1938 con una velocità di 30,99 nodi.
Il 1º settembre 1939 partì alla volta di New York, ma all'arrivo, essendo scoppiate le ostilità, ricevette l'ordine di rimanere in porto, per evitare di diventare una facile preda per gli U-Boot tedeschi. Nel 1940 navigò fino a Sydney, dove venne convertita in nave trasporto truppe, ricevendo una colorazione grigia che le guadagnò il soprannome di "Grey Ghost". Tappeti e ornamenti vennero tolti e vennero montate batterie anti-aeree.
Durante gli anni della Seconda guerra mondiale, trasportò oltre 800 000 soldati. Nel dicembre 1942, durante un viaggio dagli Stati Uniti al Regno Unito, trasportando il numero record di 16 082 soldati statunitensi (il massimo di persone imbarcate su una sola nave in tutti i tempi), venne investita da un'onda anomala alta 28 metri che quasi la rovesciò. Winston Churchill la usò in svariate occasioni durante quegli anni cruciali.

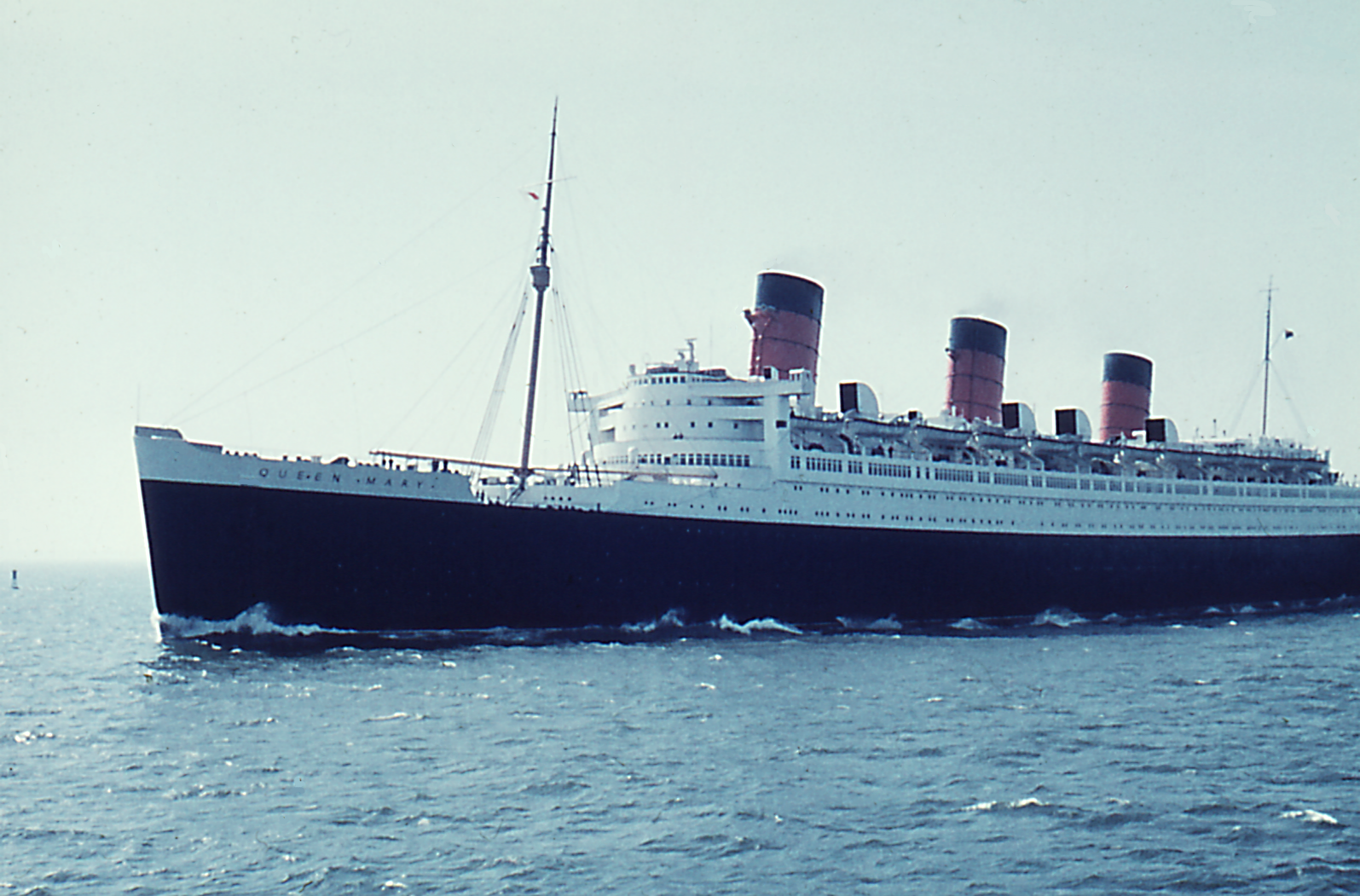
La Queen Mary in navigazione

Dopo la guerra, la Queen Mary venne rimessa a nuovo (con una sistemazione interna per 711 passeggeri di prima classe, 707 di seconda e 577 di terza) e prestò servizio sulle linee transatlantiche. Il 27 settembre 1967 portava a termine la sua millesima traversata atlantica. L'ultimo viaggio, iniziato da Southampton il 31 ottobre dello stesso anno, si concluse a Long Beach, dove la gloriosa nave, venduta alla città californiana, fu trasformata in un museo, ristorante e hotel galleggiante.

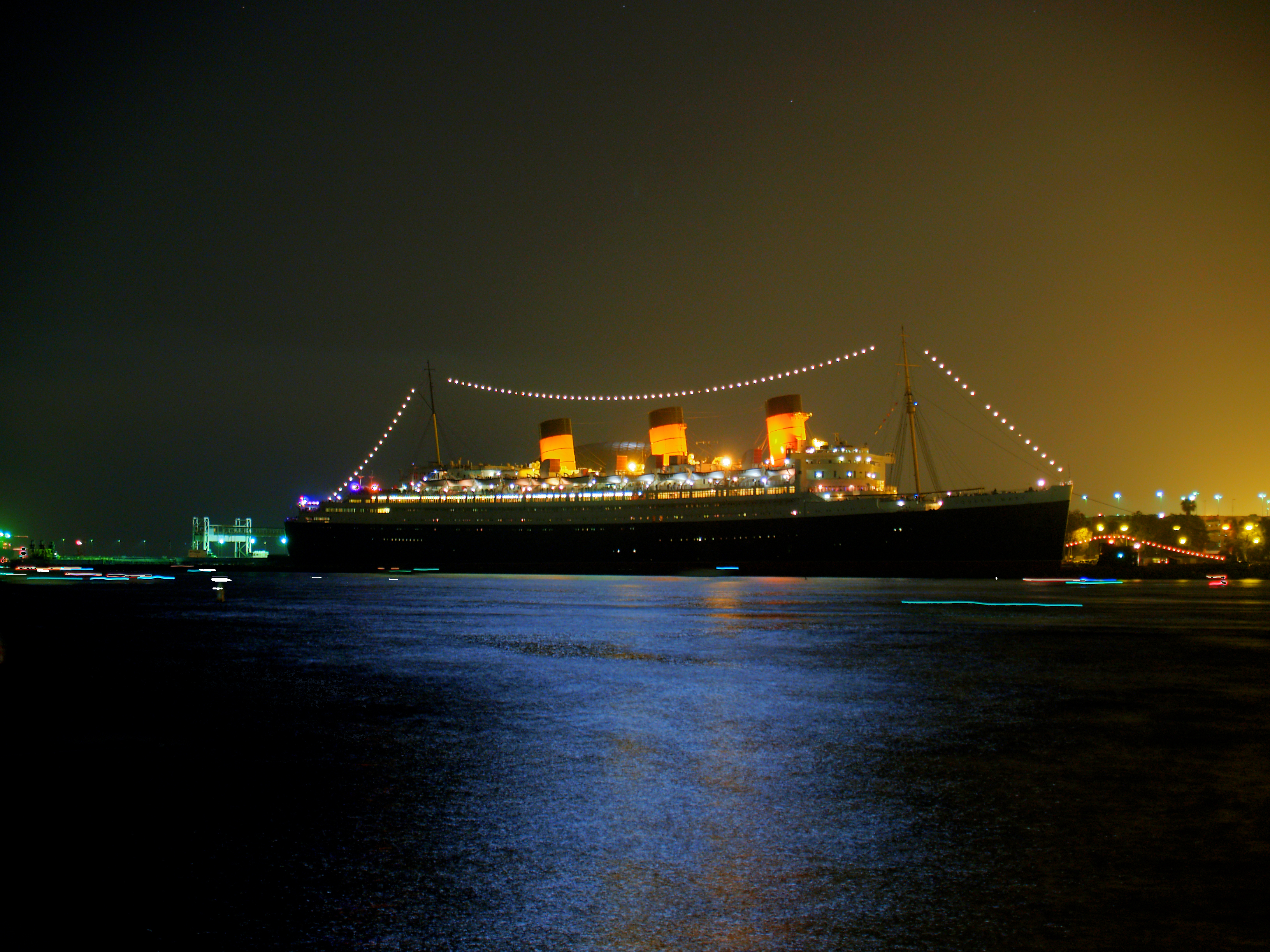
Queen Mary di notte a Long Beach.

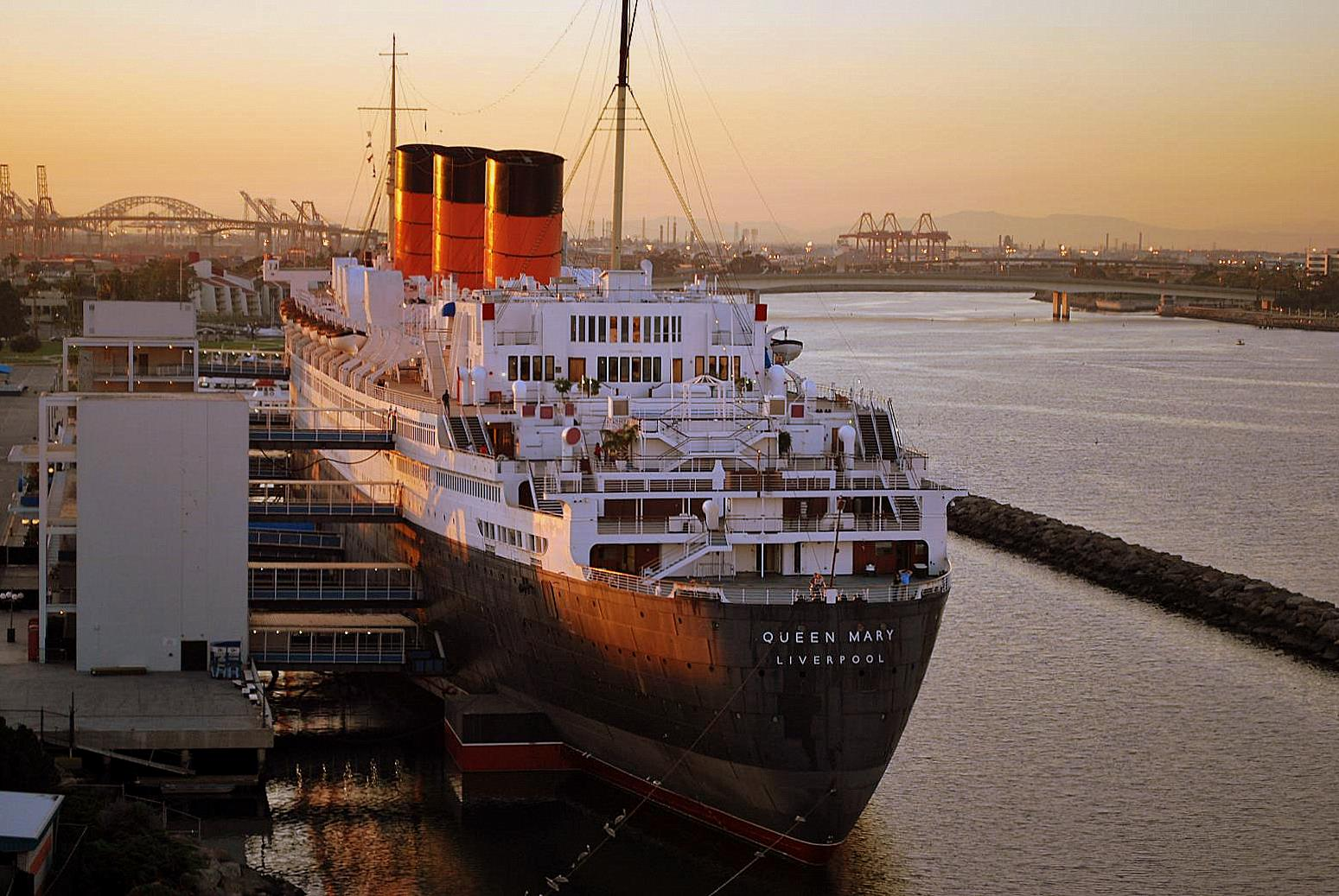
Fotografia della Queen Mary scattata nel 2010

## Caratteristiche

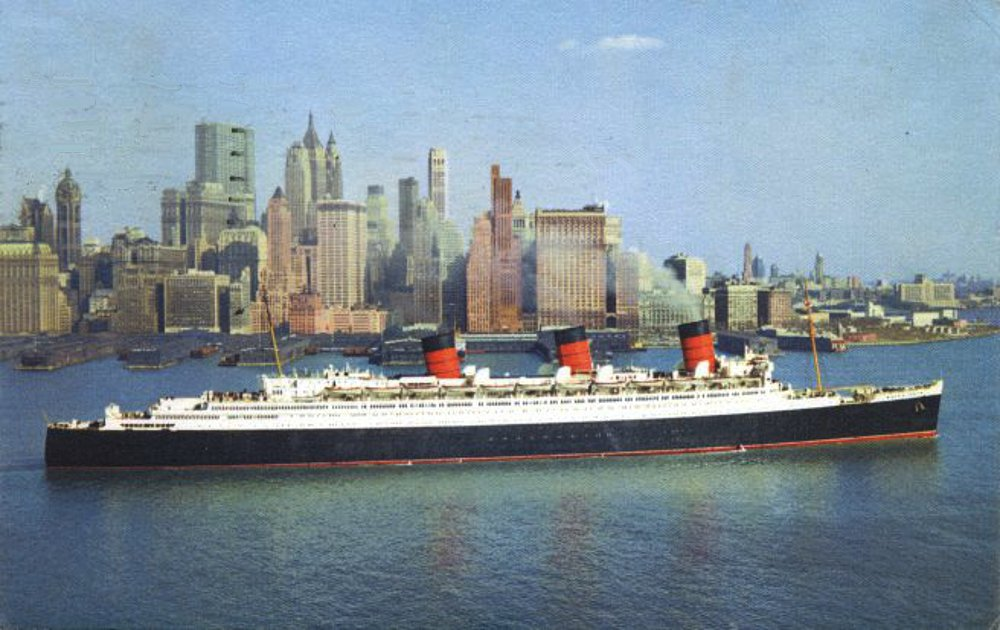
La Queen Mary in arrivo a New York

La nave fu concepita come risposta inglese ai transatlantici tedeschi, francesi e italiani che negli Anni '20 e '30 avevano strappato ai britannici il primato delle più grandi e veloci navi passeggeri del mondo.
La nave offriva sistemazioni in tre classi, due piscine interne, parrucchieri, biblioteche, negozi, mini-club per bambini, servizio telefonico e canili. Il salone da pranzo di prima classe si estendeva su tre ponti in altezza. Nella sala da pranzo principale, un modello della nave, regolarmente spostato, indicava la posizione su una grande mappa dell'Oceano Atlantico.

## Apparizioni nei media
È la Queen Mary la nave apparsa nel film del 2010 Titanic II, in cui interpreta la nave omonima, seguito apocrifo del Titanic della White Star Line.
La nave viene citata nel romanzo Recuperate il Titanic! di Clive Cussler del 1977.
La nave è nominata nell'episodio 3 della terza serie del telefilm Agatha Christie's Poirot.
La nave è inoltre inquadrata nel film Pearl Harbor, nella scena in cui Ben Affleck e Kate Beckinsale giungono a bordo di uno scafo e si issano al suo fianco con un montacarichi della nave.
Diverse zone della nave sono state utilizzate come sfondo in alcune riprese per la miniserie televisiva S.O.S. Titanic.
Sono state fatte delle riprese sul ponte e negli interni anche per il film L'avventura del Poseidon, tratto dal romanzo omonimo. Il modello della nave protagonista del film e del suo seguito L'inferno sommerso, l'SS Poseidon, è identico alla Queen Mary.
Nel 1966 è stata la protagonista del film d'avventura U-112 assalto al Queen Mary.
All'inizio del film Titanic, latitudine 41 Nord si assiste al battesimo del Titanic (anche se nella realtà tutto ciò non è mai avvenuto), ma per le inquadrature dello scafo che scivola in acqua sono stati usati filmati di repertorio del varo della Queen Mary.
Alcune scene del romanzo di Tim Powers Expiration Date si svolgono a Long Beach sulla Queen Mary, che ha un ruolo di rilievo nel libro.
La nave è apparsa anche nell'episodio 6 della quarta serie del telefilm Scorpion.
La nave è apparsa anche nell'episodio 1 della quinta serie del telefilm CHiPs.
La nave è stata protagonista di un episodio di Ghost Adventures nella 10 stagione a causa delle frequenti apparizioni che avvengono al suo interno. 
La nave si vede sullo sfondo nel film Omicidio a luci rosse mentre Jake Scully insegue l'indiano sulla spiaggia di Long Beach dopo che questi ha scippato la borsetta a Gloria Revelle. 
La nave fa un breve cameo nelle scene finali del film Un uomo innocente.
Gli interni della nave vennero sfruttati anche per alcune scene del film Batman & Robin.
La nave si vede sullo sfondo nel film Debito di sangue mentre Terry McCaleb (Clint Eastwood) passeggia nella zona con Graciella Rivers e il figlioletto della sorella di lei.
Nel 2020 è stata usata nella serie Netflix Alto Mare.
Nel 2023  è stata usata nel film La maledizione della Queen Mary.
È citata nel celebre successo della canzone francese, datato 1975, Le France, interpretata da Michel Sardou, che apre con il verso "Quand je pense à la vieille Anglaise / qu' on appelait le Queen Mary / échouée si loin de ses falaises /sur un quai de Californie".
La nave compare in uno degli episodi della serie televisiva Ghost Whisperer, dove Melinda Gordon si ritrova ad aiutare le anime delle persone morte a bordo, la nave comprare con il nome di SS Claridon.